# Drapetis zonalis
Drapetis zonalis är en tvåvingeart som beskrevs av Charles Howard Curran 1932. Drapetis zonalis ingår i släktet Drapetis och familjen puckeldansflugor. Inga underarter finns listade i Catalogue of Life.